# علی پورتاش
علی پورتاش کارگردان، بازیگر و کمدین ایرانی-آمریکایی است.

## بازیگر
- فصل کرگدن
- سنگسار ثریا م. (۲۰۰۸) در نقش ملای ده
- ننه سلیمه
- گوهر شب‌چراغ (۱۹۹۸)
- نقطهٔ کنترل (۱۹۸۷) Checkpoint در نقش حاتم
- بابک و دوستان (۲۰۰۵)